# Jeppe paa bjerget
Jeppe paa bjerget è un cortometraggio muto del 1908 diretto da Viggo Larsen e interpretato da Gustav Lund e Robert Storm Petersen. Prodotto e distribuito dalla Nordisk Film, si basa sull'omonimo lavoro teatrale di Ludvig Holberg.

## Produzione
Il film fu prodotto dalla Nordisk Film Kompagni.

## Distribuzione
In Danimarca, il film - un cortometraggi di sette minuti - fu distribuito dalla Nordisk Film Kompagni che lo presentò in prima al Kinografen di Copenaghen il 21 gennaio 1908. In Germania, prese il titolo tedesco di König für eine Nacht (re per una notte).